# Спинк, Найджел
Найджел Филип Спинк (англ. Nigel Philip Spink; род. 8 августа 1958, Челмсфорд) — английский футболист и футбольный тренер, выступавший на позиции вратаря.

## Карьера

### Клубная карьера
Во взрослом футболе дебютировал в 1976 году в клубе «Челмсфорд Сити», но уже спустя сезон стал игроком «Астон Виллы», где играл на протяжении девятнадцати сезонов. 
В финале Кубка европейских чемпионов 1982 года, за десять минут до начала матча, основной вратарь команды Джимми Риммер получил травму, и в игру был вызван Спинк. До этого он всего раз выходил на поле в основном составе. В результате клуб «Астон Вилла» одержал победу над «Баварией» со счётом 1:0. 
В 1996 году Спинк покинул «Астон Виллу», на один сезон став игроком клуба «Вест Бромвич Альбион». Затем на протяжении трёх сезонов играл за «Миллуолл». Завершил карьеру футболиста в 2002 году в команде «Форест Грин Роверс».

### Карьера в сборной
В 1983 году Спинк провёл свой единственный матч в составе национальной сборной Англии, сыграв против команды Австралии.

### Тренерская карьера
После завершения карьеры игрока Спинк на протяжении двух лет тренировал клуб «Форест Грин Роверс». Под его руководством команда вышла в финал Трофея Футбольной ассоциации 2001 года, но потерпела поражение. В сентябре 2002 года Спинк был уволен с этой должности.
Затем Спинк работал в клубах «Бирмингем Сити», «Уиган Атлетик» и «Сандерленде» тренером вратарей. С февраля 2012 года он также тренировал вратарей клуба «Бристоль Сити».

## Достижения
«Астон Вилла»
- Обладатель Кубка Футбольной лиги: 1993/94[8]
- Победитель Кубка европейских чемпионов: 1981/82
- Обладатель Суперкубка УЕФА: 1982